# 加利西亞王國
加利西亞王國（西班牙語發音：[ˈrejno ðe ɣaˈlicja]）是位於伊比利亞半島西北部，西班牙加利西亞地區的一個王國，在其领土的顶峰时期占据了整个伊比利亚半岛的西北部。歷史上曾有兩個加利西亞王國。第一個加利西亞王國出現在羅馬帝國滅亡之後，最終被西哥特王國合併。910年時，加利西亞王國復國，但又在11世紀被葡萄牙王國合併。但加利西亞王國這一名號在名義上一直存在至1833年。

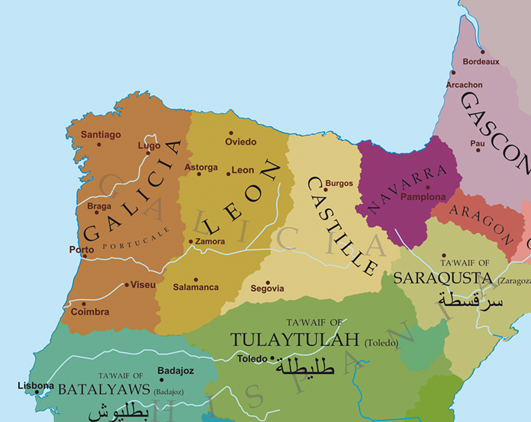
1065年伊比利亚半岛北部的地图:
加西亚二世的加利西亚王国
阿方索六世的莱昂王国
桑乔二世的卡斯蒂利亚王国
桑乔四世的纳瓦拉王国
桑喬·拉米雷斯的阿拉贡王国
泰法:
巴达霍斯泰法
塞维利亚泰法
托莱多泰法
萨拉戈萨泰法